# Poecilanthrax poecilogaster
Poecilanthrax poecilogaster är en tvåvingeart som först beskrevs av Osten Sacken 1886.  Poecilanthrax poecilogaster ingår i släktet Poecilanthrax och familjen svävflugor. Inga underarter finns listade i Catalogue of Life.